# Astrapia
Astrapia és un gènere d'ocells de la família dels paradiseids (Paradisaeidae).

## Taxonomia
Segons la Classificació del Congrés Ornitològic Internacional (versió 11.3, 2023) aquest gènere està format per cinc espècies:
- Astrapia nigra - ocell del paradís dels Arfak.
- Astrapia splendidissima - ocell del paradís esplèndid.
- Astrapia mayeri - ocell del paradís de cintes.
- Astrapia stephaniae - ocell del paradís d'Estefania.
- Astrapia rothschildi - ocell del paradís de Rothschild.